# Tellurio nativo
Il tellurio nativo è un minerale composto solamente da tellurio scoperto da Franz-Joseph Müller von Reichenstein nel 1783 a Faţa Băii (Facebay) e Baia de Arieș (Offenbánya) in Transilvania, Romania. Il nome del nuovo elemento e quindi del minerale è stato attribuito da Martin Heinrich Klaproth dalla parola latina tellus (terra).

## Morfologia
Il tellurio nativo si presenta in forma colonnare o in masse compatte e anche in cristalli fino a 3,5 cm di forma prismatica ed aciculare.

## Origine e giacitura
Il tellurio nativo si forma nelle vene idrotermali associato con oro nativo, silvanite, empressite, altaite, pirite, galena, alabandite, barite, quarzo.